# Školjić (most)

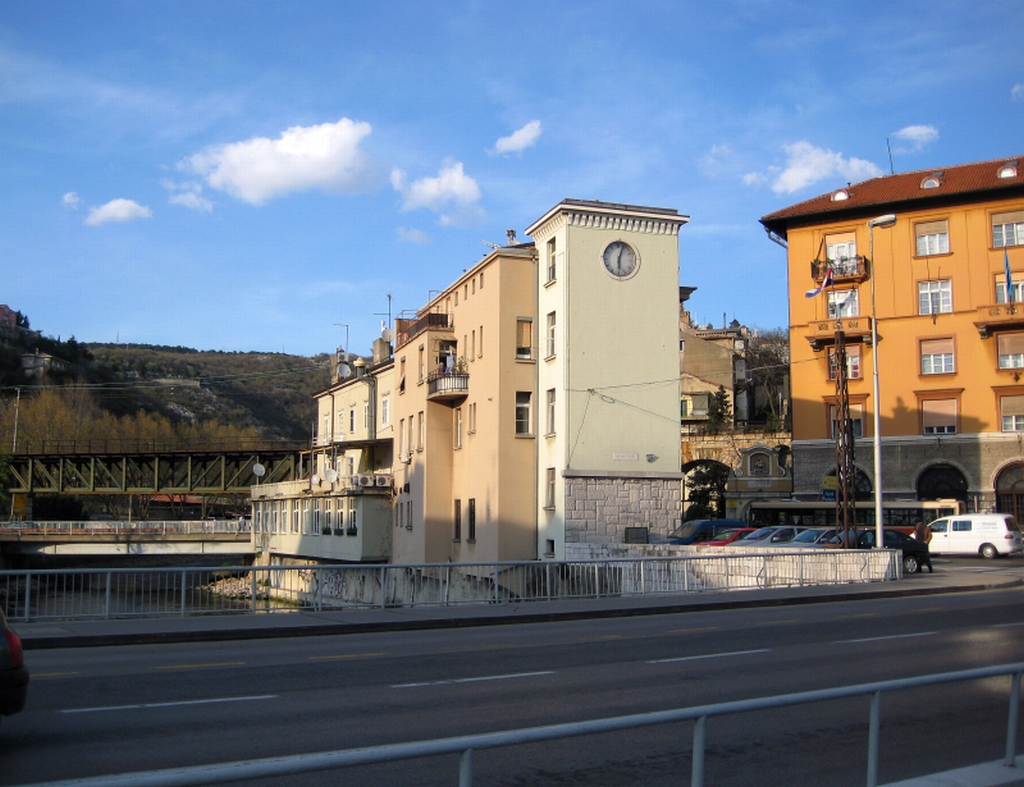
Pohled na most (vlevo).

Školjić je název pro železniční most, který překonává řeku Rječina v Rijece. Nachází se na železniční trati Záhřeb–Rijeka a vede mezi Sušakem a vlastní Rijekou. Cca 100 m dlouhý most je obloukový a zbudován z kamenných bloků, z výjimkou ocelové centrální části. 
Výstavba mostu byla nesnadná, neboť úzké údolí bylo zastavěné domy a bylo nezbytné některé z nich strhnout. Most byl poničen během první světové války a následně obnoven. Části nad řekou a přilehlými komunikacemi byly ocelové, oblouky zůstaly pouze u částí nad svahem řeky. Ze strany jižní stojí jediný oblouk a ze strany severní oblouky tři. Název mostu je zde zdůrazněn na jedné z kamenných desek. V období mezi dvěma světovými válkami procházela mostem státní hranice mezi jugoslávským královstvím a Itálií.
Most byl zbudován pro jednokolejnou železniční trať. Chorvatská státní společnost HŽ Infrastruktura předpokládá přestavbu a rozšíření mostu v případě zbudování druhé koleje na severní straně mostu.